# هنگ ۱ تفنگداران دریایی
هنگ ۱ تفنگداران دریایی (انگلیسی: 1st Marine Regiment) هنگ پیاده‌نظام از سپاه تفنگداران دریایی ایالات متحده آمریکا است که در کمپ پایگاه تفنگداران دریایی پندلتون، در ایالت کالیفرنیا مستقر است. این هنگ تحت فرماندهی لشکر ۱ تفنگداران دریایی و نیروی اول تفنگداران دریایی اعزامی قرار دارد. هنگ ۱ تفنگداران دریایی گاهی اوقات به عنوان "تیم رزمی هنگ ۱" یا "اینچون" نیز شناخته می‌شود.
اولین هنگ تفنگداران دریایی در ۲۷ نوامبر ۱۹۱۳ در فیلادلفیا، پنسیلوانیا فعال شد. در این زمان، نام آن هنگ دوم پایگاه پیشرفته بود. در طول سال‌های اولیه این هنگ عمدتاً به عنوان یک نیروی رزمی در جنگ‌های موسوم به موز و در منطقه کارائیب به کار گرفته شد. اولین این درگیری‌ها در آوریل ۱۹۱۴ رخ داد، زمانی که این هنگ در بندر مکزیکی ورا کروز پیاده شد و آن را تصرف کرد. این هنگ سپس در لشکرکشی هائیتی (۱۹۱۵-۱۹۱۶) و لشکرکشی جمهوری دومینیکن (۱۹۱۶) شرکت کردند. در ۱ ژوئیه ۱۹۱۶، این سازمان به عنوان هنگ ۱ تفنگداران دریایی نامگذاری شد. هنگ ۱ تفنگداران دریایی در سال ۱۹۵۰ سازماندهی مجدد شد و همچنان به فعالیت خود ادامه می‌دهد.